# Anophthalmoonops
Anophthalmoonops is een monotypisch geslacht van spinnen uit de  familie van de Oonopidae (dwergcelspinnen).

## Soort
- Anophthalmoonops thoracotermitis Benoit, 1976